# Provini
Provini è stato un programma televisivo italiano d'intrattenimento ideato e condotto da Gianni Ippoliti, andato in onda nel 1988 su Italia 1 in seconda serata alle ore 22:15 dopo il Drive In. Lo stesso Ippoliti conduceva il programma già nel 1985 sull'emittente locale romana GBR, e tre anni dopo lo portò appunto su Italia 1 grazie al direttore televisivo di quell'anno.
Provini, nei primi anni 2000, venne replicato sul canale satellitare di Mediaset Happy Channel.

## Il programma
Provini fu una rassegna di dilettanti allo sbaraglio. Come dal titolo Gianni Ippoliti, nei panni di un finto produttore televisivo e cinematografico, conduceva dei provini di recitazione a delle persone sconosciute che vorrebbero fare carriera nel mondo della tv, dello spettacolo o del cinema. Dunque egli li sottoponeva ad un unico provino, consistente in uno "spot pubblicitario".
Tra le varie persone partecipanti al programma era presente un allora sconosciuto Luca Laurenti, che dopo incrementò la propria notorietà grazie alla sua partecipazione al successivo programma di Ippoliti, cioè Dibattito! (andato anch'esso in onda su Italia 1).